# 북티롤

티롤
티롤주(북티롤·동티롤)(오스트리아)
볼차노현(남티롤)(이탈리아)
트렌토현(이탈리아)

북티롤(독일어: Nordtirol)은 티롤 지역의 남부가 이탈리아에 할양되며 분단된 오스트리아 티롤주의 북부에 해당되는 지역이다. 티롤주의 대부분 면적을 차지한다.

## 같이 보기
- 티롤
- 티롤주
- 오스트리아의 주